# Шибата
Шибата (јап. 新発田市) град је у Јапану у префектури Нигата. Према попису становништва из 2005. у граду је живело 104.634 становника.

## Становништво
Према подацима са пописа, у граду је 2005. године живело 104.634 становника.
| 1995.   | 2000.   | 2005.   |
| ------- | ------- | ------- |
| 106.563 | 106.016 | 104.634 |